# Намордник
Намордникът е устройство, което се поставя върху муцуната на животно, за да се предотврати ухапване или за да не се позволи на животното да си отваря устата по различни причини.

## Описание
Намордниците са предимно твърди, с въздушни отвори, които позволят на животното да диша. Може да са просто набор от каишки, които осигуряват добра циркулация на въздуха и позволяват на животното да пие и в някои случаи дори да яде без да се налага сваляне на намордника. В отделни случаи може да се използва дори мек намордник, направен от плат, мрежа или друг подобен материал, но най-често се изработва от кожа, метал (телена основа), пластмаса или найлон. Формата и конструкцията се различава в зависимост от предназначението – дали намерението е да се предотврати ухапване или хранене на животното. Най-често намордници се слагат на кучета, ако кучето има тенденция да бъде агресивно или докато все още е в процес на тренировка. Намордници обаче съществуват и за камили, лами, коне и магарета, които обикновено имат телена основа.

## Най-честа употреба
- При товарни животни, докато работят да се предотврати спирането на работата за хранене.
- При конете често се използват по време на конни надбягвания. Може да се използват и за предотвратяване на ухапване на хора или хапене на яслата
- От съображения за безопасност, най-вече при кучета, считани за агресивни,[2] или по време на медицинска процедура или при козметични процедури – рязане на ноктите, подстригване.
- При спасителни операции, когато животното е уплашено.
- В редки случаи намордници могат да се поставят дори на хора (Ханибал Лектър).

## История
Намордникът съществува от древни времена. В четвърти век преди новата ера, Ксенофонт говори за сак от телешка кожа, наречен κυνοῦχος; думата се отнася до всеки обект, изработен от естествена кожа, който се полага на муцуната на ловни кучета. Открити са и древни бронзови конски намордници.